# Ministrowie handlu i przemysłu (Wielka Brytania)
Ministerstwo handlu i przemysłu (ang. Secretary of State for Trade and Industry), brytyjski urząd ministerialny powstały w 1963 r. jego poprzednikiem był przewodniczący Zarządu Handlu (President of the Board of Trade), powstały w 1672 r. Od 2023 nosi nazwę ministra biznesu i handlu (Secretary of State for Business and Trade).

## Pierwsi Lordowie Handlu
| Lord                                         | Czas urzędowania                     |
| -------------------------------------------- | ------------------------------------ |
| Anthony Ashley-Cooper, 1. hrabia Shaftesbury | 16 września 1672–1676                |
| John Egerton, 3. hrabia Bridgewater          | 16 grudnia 1695 – 9 czerwca 1699     |
| Thomas Grey, 2. hrabia Stamford              | 9 czerwca 1699 – 8 stycznia 1702     |
| Thomas Thynne, 1. wicehrabia Weymouth        | 8 stycznia 1702–1705                 |
| Thomas Grey, 2. hrabia Stamford              | 1705 – 12 czerwca 1711               |
| Charles Finch, 4. hrabia Winchilsea          | 12 czerwca 1711 – 15 września 1713   |
| Francis North, 2. baron Guilford             | 15 września 1713 – wrzesień 1714     |
| William Berkeley, 4. baron Berkeley          | wrzesień 1714 – 12 maja 1715         |
| Henry Howard, 6. hrabia Suffolk              | 12 maja 1715 – 31 stycznia 1718      |
| Robert Darcy, 3. hrabia Holdernesse          | 31 stycznia 1718 – 11 maja 1719      |
| Thomas Fane, 6. hrabia Westmorland           | 11 maja 1719 – maj 1735              |
| Benjamin Mildmay, 1. hrabia Fitzwalter       | maj 1735 – czerwiec 1737             |
| John Monson, 1. baron Monson                 | czerwiec 1737 – 1 listopada 1748     |
| George Montagu-Dunk, 2. hrabia Halifaksu     | 1 listopada 1748 – 21 marca 1761     |
| Samuel Sandys, 1. baron Sandys               | 21 marca 1761 – 1 marca 1763         |
| Charles Townshend                            | 1 marca 1763 – 20 kwietnia 1763      |
| William Petty, 2. hrabia Shelburne           | 20 kwietnia 1763 – 9 września 1763   |
| Wills Hill, 1. hrabia Hillsborough           | 9 września 1763 – 20 lipca 1765      |
| William Legge, 2. hrabia Dartmouth           | 20 lipca 1765 – 16 sierpnia 1766     |
| Wills Hill, 1. hrabia Hillsborough           | 16 sierpnia 1766 – grudzień 1766     |
| Robert Nugent, 1. wicehrabia Clare           | grudzień 1766 – 20 stycznia 1768     |
| Wills Hill, 1. hrabia Hillsborough           | 20 stycznia 1768 – 31 sierpnia 1772  |
| William Legge, 2. hrabia Dartmouth           | 31 sierpnia 1772 – 10 listopada 1775 |
| George Germain                               | 10 listopada 1775 – 6 listopada 1779 |
| Frederick Howard, 5. hrabia Carlisle         | 6 listopada 1779 – 9 grudnia 1780    |
| Thomas Robinson, 2. baron Grantham           | 9 grudnia 1780 – 11 lipca 1782       |

## Przewodniczący Komitetu Handlu i Plantacji Zagranicznych
| Przewodniczący                    | Czas urzędowania                |
| --------------------------------- | ------------------------------- |
| Thomas Townshend, 1. baron Sydney | 5 marca 1784 – 23 sierpnia 1786 |

## Przewodniczący Zarządu Handlu
| Przewodniczący                                 | Czas urzędowania                           |
| ---------------------------------------------- | ------------------------------------------ |
| Charles Jenkinson, 1. hrabia Liverpool         | 23 sierpnia 1786 – 7 czerwca 1804          |
| James Graham, 3. książę Montrose               | 7 czerwca 1804 – 5 lutego 1806             |
| William Eden, 1. baron Auckland                | 5 lutego 1806 – 31 marca 1807              |
| Henry Bathurst, 3. hrabia Bathurst             | 31 marca 1807 – 29 września 1812           |
| Richard Trench, 2. hrabia Clancarty            | 29 września 1812 – 24 stycznia 1818        |
| Frederick Robinson                             | 24 stycznia 1818 – 21 lutego 1823          |
| William Huskisson                              | 21 lutego 1823 – 4 września 1827           |
| Charles Grant                                  | 4 września 1827 – 11 czerwca 1828          |
| William Vesey-FitzGerald                       | 11 czerwca 1828 – 2 lutego 1830            |
| John Charles Herries                           | 2 lutego 1830 – 22 listopada 1830          |
| George Eden, 2. baron Auckland                 | 22 listopada 1830 – 5 czerwca 1834         |
| Charles Thomson                                | 5 czerwca 1834 – 14 listopada 1834         |
| Alexander Baring                               | 15 grudnia 1834 – 8 kwietnia 1835          |
| Charles Thomson                                | 18 kwietnia 1835 – 29 sierpnia 1839        |
| Henry Labouchere                               | 29 sierpnia 1839 – 30 sierpnia 1841        |
| Frederick Robinson, 1. hrabia Ripon            | 3 września 1841 – 15 maja 1843             |
| William Ewart Gladstone                        | 15 maja 1843 – 5 lutego 1845               |
| James Broun-Ramsay, 10. hrabia Dalhousie       | 5 lutego 1845 – 27 czerwca 1846            |
| George Villiers, 4. hrabia Clarendon           | 6 lipca 1846 – 22 lipca 1847               |
| Henry Labouchere                               | 22 lipca 1847 – 21 lutego 1852             |
| Joseph Warner Henley                           | 27 lutego 1852 – 17 grudnia 1852           |
| Edward Cardwell                                | 28 grudnia 1852 – 31 marca 1855            |
| Edward Stanley, 2. baron Stanley of Alderley   | 31 marca 1855 – 21 lutego 1858             |
| Joseph Warner Henley                           | 26 lutego 1858 – 3 marca 1859              |
| Richard Hely-Hutchinson, 4. hrabia Donoughmore | 3 marca 1859 – 11 czerwca 1859             |
| Thomas Milner Gibson                           | 6 lipca 1859 – 29 czerwca 1866             |
| Stafford Northcote                             | 6 lipca 1866 – 8 marca 1867                |
| Charles Gordon-Lennox, 6. książę Richmond      | 8 marca 1867 – 1 grudnia 1868              |
| John Bright                                    | 9 grudnia 1868 – 14 stycznia 1871          |
| Chichester Parkinson-Fortescue                 | 14 stycznia 1871 – 17 lutego 1874          |
| Charles Adderley                               | 21 lutego 1874 – 4 kwietnia 1878           |
| Dudley Ryder, wicehrabia Sandon                | 4 kwietnia 1878 – 21 kwietnia 1880         |
| Joseph Chamberlain                             | 3 maja 1880 – 9 czerwca 1885               |
| Charles Gordon-Lennox, 6. książę Richmond      | 24 czerwca 1885 – 19 sierpnia 1885         |
| Edward Stanhope                                | 19 sierpnia 1885 – 28 stycznia 1886        |
| Anthony Mundella                               | 17 lutego 1886 – 20 lipca 1886             |
| Frederick Stanley, 1. baron Stanley of Preston | 3 sierpnia 1886 – 21 lutego 1888           |
| Michael Hicks-Beach                            | 21 lutego 1888 – 11 sierpnia 1892          |
| Anthony Mundella                               | 18 sierpnia 1892 – 28 maja 1894            |
| James Bryce                                    | 28 maja 1894 – 21 czerwca 1895             |
| Charles Ritchie                                | 29 czerwca 1895 – 7 listopada 1900         |
| Gerald Balfour                                 | 7 listopada 1900 – 12 marca 1905           |
| James Gascoyne-Cecil, 4. markiz Salisbury      | 12 marca 1905 – 4 grudnia 1905             |
| David Lloyd George                             | 10 grudnia 1905 – 12 kwietnia 1908         |
| Winston Churchill                              | 12 kwietnia 1908 – 14 lutego 1910          |
| Sydney Buxton                                  | 14 lutego 1910 – 11 lutego 1914            |
| John Burns                                     | 11 lutego 1914 – 5 sierpnia 1914           |
| Walter Runciman                                | 5 sierpnia 1914 – 5 grudnia 1916           |
| Albert Stanley                                 | 10 grudnia 1916 – 26 maja 1919             |
| Auckland Geddes                                | 26 maja 1919 – 19 marca 1920               |
| Robert Horne                                   | 19 marca 1920 – 1 kwietnia 1921            |
| Stanley Baldwin                                | 1 kwietnia 1921 – 19 października 1922     |
| Philip Lloyd-Greame                            | 24 października 1922 – 22 stycznia 1924    |
| Sidney Webb                                    | 22 stycznia 1924 – 3 listopada 1924        |
| Philip Cunliffe-Lister                         | 6 listopada 1924 – 4 czerwca 1929          |
| William Graham                                 | 7 czerwca 1929 – 24 sierpnia 1931          |
| Philip Cunliffe-Lister                         | 25 sierpnia 1931 – 5 listopada 1931        |
| Walter Runciman                                | 5 listopada 1931 – 28 maja 1937            |
| Oliver Stanley                                 | 28 maja 1937 – 5 stycznia 1940             |
| Andrew Duncan                                  | 5 stycznia 1940 – 3 października 1940      |
| Oliver Lyttelton                               | 3 października 1940 – 29 czerwca 1941      |
| Andrew Duncan                                  | 29 czerwca 1941 – 4 lutego 1942            |
| John Llewellin                                 | 4 lutego 1942 – 22 lutego 1942             |
| Hugh Dalton                                    | 22 lutego 1942 – 23 maja 1945              |
| Oliver Lyttelton                               | 25 maja 1945 – 26 lipca 1945               |
| Stafford Cripps                                | 27 lipca 1945 – 29 września 1947           |
| Harold Wilson                                  | 29 września 1947 – 23 kwietnia 1951        |
| Hartley Shawcross                              | 24 kwietnia 1951 – 26 października 1951    |
| Peter Thorneycroft                             | 30 października 1951 – 13 stycznia 1957    |
| David Eccles                                   | 13 stycznia 1957 – 14 października 1959    |
| Reginald Maudling                              | 14 października 1959 – 9 października 1961 |
| Frederick Erroll                               | 9 października 1961 – 20 października 1963 |

## Ministrowie przemysłu, handlu i rozwoju regionalnego oraz przewodniczący Zarządu Handlu
| Minister     | Czas urzędowania                            |
| ------------ | ------------------------------------------- |
| Edward Heath | 20 października 1963 – 16 października 1964 |

## Przewodniczący Zarządu Handlu
| Przewodniczący   | Czas urzędowania                        |
| ---------------- | --------------------------------------- |
| Douglas Jay      | 18 października 1964 – 29 sierpnia 1967 |
| Anthony Crosland | 29 sierpnia 1967 – 6 października 1969  |
| Roy Mason        | 6 października 1969 – 19 czerwca 1970   |
| Michael Noble    | 20 czerwca 1970 – 15 października 1970  |

## Ministrowie handlu i przemysłu oraz przewodniczący Zarządu Handlu
| Minister     | Czas urzędowania                        |
| ------------ | --------------------------------------- |
| John Davies  | 15 października 1970 – 5 listopada 1972 |
| Peter Walker | 5 listopada 1972 – 4 marca 1974         |

## Ministrowie handlu oraz przewodniczący Zarządu Handlu
| Minister                           | Czas urzędowania                    |
| ---------------------------------- | ----------------------------------- |
| Peter Shore                        | 5 marca 1974 – 8 kwietnia 1976      |
| Edmund Dell                        | 8 kwietnia 1976 – 11 listopada 1978 |
| John Smith                         | 11 listopada 1978 – 4 maja 1979     |
| John Nott                          | 5 maja 1979 – 5 stycznia 1981       |
| John Biffen                        | 5 stycznia 1981 – 6 kwietnia 1982   |
| Francis Cockfield, baron Cockfield | 6 kwietnia 1982 – 12 czerwca 1983   |

## Ministrowie przemysłu
| Minister       | Czas urzędowania                   |
| -------------- | ---------------------------------- |
| Tony Benn      | 5 marca 1974 – 10 czerwca 1975     |
| Eric Varley    | 10 czerwca 1975 – 4 maja 1979      |
| Keith Joseph   | 7 maja 1979 – 14 września 1981     |
| Patrick Jenkin | 14 września 1981 – 12 czerwca 1983 |

## Ministrowie handlu i przemysłu oraz przewodniczący Zarządu Handlu
| Minister                 | Czas urzędowania                       |
| ------------------------ | -------------------------------------- |
| Cecil Parkinson          | 12 czerwca 1983 – 11 października 1983 |
| Norman Tebbit            | 16 października 1983 – 2 września 1985 |
| Leon Brittan             | 2 września 1985 – 22 stycznia 1896     |
| Paul Channon             | 24 stycznia 1896 – 13 czerwca 1987     |
| David Young, baron Young | 13 czerwca 1987 – 24 lipca 1989        |
| Nicholas Ridley          | 24 lipca 1989 – 13 lipca 1990          |
| Peter Lilley             | 14 lipca 1990 – 10 kwietnia 1992       |
| Michael Heseltine        | 10 kwietnia 1992 – 5 lipca 1995        |
| Ian Lang                 | 5 lipca 1995 – 2 maja 1997             |
| Margaret Beckett         | 2 maja 1997 – 27 lipca 1998            |
| Peter Mandelson          | 27 lipca 1998 – 23 grudnia 1998        |
| Stephen Byers            | 23 grudnia 1998 – 8 czerwca 2001       |
| Patricia Hewitt          | 8 czerwca 2001 – 6 maja 2005           |
| Alan Johnson             | 6 maja 2005 – 5 maja 2006              |
| Alistair Darling         | 5 maja 2006 – 27 czerwca 2007          |

## Ministrowie biznesu, przedsiębiorstw i reformy regulacyjnej
| Minister        | Czas urzędowania                      |
| --------------- | ------------------------------------- |
| John Hutton     | 28 czerwca 2007 – 3 października 2008 |
| Peter Mandelson | 3 października 2008 – 5 czerwca 2009  |

## Ministrowie biznesu, innowacji i zdolności
| Minister        | Czas urzędowania              |
| --------------- | ----------------------------- |
| Peter Mandelson | 5 czerwca 2009 – 11 maja 2010 |
| Vince Cable     | 12 maja 2010 – 8 maja 2015    |
| Sajid Javid     | 11 maja 2015 – 14 lipca 2016  |

## Ministrowie biznesu, energii i strategii przemysłowej
| Minister        | Czas urzędowania                       |
| --------------- | -------------------------------------- |
| Greg Clark      | 14 lipca 2016 – 24 lipca 2019          |
| Andrea Leadsom  | 24 lipca 2019 – 13 lutego 2020         |
| Alok Sharma     | 13 lutego 2020 – 8 stycznia 2021       |
| Kwasi Kwarteng  | 8 stycznia 2021 – 6 września 2022      |
| Jacob Rees-Mogg | 6 września 2022 – 25 października 2022 |
| Grant Shapps    | 25 października 2022 – 7 lutego 2023   |

## Ministrowie biznesu i handlu
| Minister          | Czas urzędowania             |
| ----------------- | ---------------------------- |
| Kemi Badenoch     | 7 lutego 2023 – 5 lipca 2024 |
| Jonathan Reynolds | od 5 lipca 2024              |